# Swartzia nuda
Swartzia nuda là một loài rau đậu thuộc họ Fabaceae.
Loài này chỉ có ở Panama.
Chúng hiện đang bị đe dọa vì mất môi trường sống.